# Universität Perugia
Die Universität Perugia (italienisch Università degli Studi di Perugia; lateinisch Studium Generale Civitatis Perusii) ist eine staatliche Universität in der Stadt Perugia in der italienischen Region Umbrien.

## Geschichte
Die Universität Perugia geht auf eine Gründung per päpstlicher Bulle durch Papst Clemens V. vom 8. September 1308 zurück, der damit mehrere bereits seit dem 12. Jahrhundert in Perugia bestehende universitates scholiarum in einer (damals noch) „freien“ Universität (studium generale) zusammenfasste. Weitere päpstliche Bullen zwischen 1316 und 1321 erweiterten das Spektrum der Abschlüsse und am 19. Mai 1355 wurde der Universitätsstatus qua kaiserlicher Bulle durch Kaiser Karl IV. bestätigt, welcher sie damals auch zur Reichsuniversität Perugia erklärte. Bei einem Besuch in der Stadt am 11. Oktober 1371 erhob Gregor XI. die neu gegründete theologische Fakultät selbst in den Universitätsrang. Diese separate Fakultät wurde 1811 aufgelöst und ihr Besitz der Universität übergeben. Im Jahr 1426 wurde auf Initiative von Benedetto Guidalotti, Bischof von Recanati, und mit Zustimmung von Papst Martin V. das Collegio di San Girolamo gegründet.
1798 von den Franzosen geschlossen, wurde sie 1807 von Pius VII. als Collegio Pio wiedereröffnet. In der Ordnung vom 27. August 1824 machte Leo XII. das Collegio Pio zum Hauptkolleg der Universität.
Mit der Vereinigung Italiens im Jahr 1860 wurde die Universität Perugia einem Rektor und dem Stadtrat unterstellt, die Statuten erließen, die von der Regierung genehmigt werden mussten. In den 1930er Jahren kamen dank Paolo Orano (1935–1944), zunächst Dozent und dann Rektor der Universität, zu den Fakultäten für Rechtswissenschaften und Medizin und Chirurgie die Fakultäten für Politikwissenschaft, Veterinärmedizin, Chemie und Landwirtschaft hinzu.
Während des Rektorats von Giuseppe Ermini (1945–1976) erlebte die Universität von Perugia eine Phase der Konsolidierung und Erweiterung mit der Einrichtung neuer Fakultäten: Naturwissenschaften (1957), Literatur und Philosophie (1958), Magisterium (1965), Ingenieurwesen (1968)  und Wirtschaftswissenschaften (1969).
Während ihrer 700-jährigen Geschichte stand die Universität Perugia oft in engem Kontakt zum Vatikan, was sich auch darin zeigt, dass viele Päpste hier studierten.

## Dipartimenti – Fachbereiche
Nach dem Inkrafttreten der Gelmini-Reform ist die Universität seit dem 1. Januar 2013 nicht mehr in Fakultäten, sondern in vierzehn Fachbereiche unterteilt, mit teilweise fachbereichsübergreifenden Studienfächern und Hochschuleinrichtungen in Perugia und Terni sowie weiteren Standorten in ganz Umbrien: Assisi, Città di Castello, Foligno, Orvieto und Spoleto.
- Fachbereich Chemie, Biologie, Biotechnologie
- Fachbereich Wirtschaftswissenschaften
- Fachbereich Philosophie, Sozial- und Geisteswissenschaften und Bildungswissenschaften
- Fachbereich Physik und Geologie
- Fachbereich Rechtswissenschaften
- Fachbereich Ingenieurwissenschaften
- Fachbereich Bauingenieurwesen und Umwelttechnik
- Fachbereich Geisteswissenschaften, Sprach- und Literaturwissenschaften antiker und moderner Kulturen
- Fachbereich Mathematik und Informatik
- Fachbereich Medizin und Chirurgie
- Fachbereich Tiermedizin
- Fachbereich Agrar-, Lebensmittel- und Umweltwissenschaften
- Fachbereich Pharmazeutik
- Fachbereich Politikwissenschaften

## Berühmte Dozenten
- Johannes Andreas, Kanonist
- Giuseppe Antinori, 14. Jahrhundert
- Jacobus de Belviso, 14. Jahrhundert
- Gentile da Foligno, 14. Jahrhundert
- Cino da Pistoia, 14. Jahrhundert
- Bartolus de Saxoferrato, 14. Jahrhundert
- Baldus de Ubaldis, 14. Jahrhundert
- Luca Pacioli, 15. Jahrhundert
- Francesco della Rovere, der spätere Papst Sixtus IV., 15. Jahrhundert
- Pietro Cataldi, 16. Jahrhundert
- Albericus Gentilis, 16. Jahrhundert
- Aloisius Lilius, 16. Jahrhundert
- Annibale Mariotti, 18. Jahrhundert
- Domenico Bruschi, 19. Jahrhundert
- Francesco Coppola, 20. Jahrhundert
- Carlo Curcio, 20. Jahrhundert
- Bernardo Dessau, 20. Jahrhundert
- Annibale Vecchi, 20. Jahrhundert

## Berühmte Studenten
- Nikolaus IV. (1227–1292), Papst
- Gregor XI. (1329–1378), Papst
- Innozenz VII. (1336–1406), Papst
- Martin V. (1368–1431), Papst
- Johannes von Capestrano (1386–1456), Mönch und Heerführer
- Pius III. (1439–1503), Papst
- Julius II. (1443–1513), Papst
- Julius III. (1487–1555), Papst
- Urban VII. (1521–1590), Papst
- Gregor XIV. (1535–1591), Papst
- Clemens VIII. (1536–1605), Papst
- Paul V. (1552–1621), Papst
- Johann von Mandl (1588–1666), bayerischer Staatsmann
- Johann von Heppenheim genannt vom Saal (1609–1672), Domdekan in Mainz sowie Kanzler der Universität Heidelberg
- Ruggero Oddi (1864–1913), Arzt
- Michaëlle Jean (* 1957), ehemalige Generalgouverneurin von Kanada und Generalsekretärin der Frankophonie
- Monica Bellucci (* 1964), Schauspielerin
- Dan Adrian Bălănescu (* 1974), rumänischer Diplomat